# 1942 en Ontario
Chronologie de l'Ontario
- 1938
- 1939
- 1940
- 1941
- 1942
- 1943
- 1944
- 1945
- 1946

Cette page concerne des événements d'actualité qui se sont produits durant l'année 1942 dans la province canadienne de l'Ontario.

## Politique

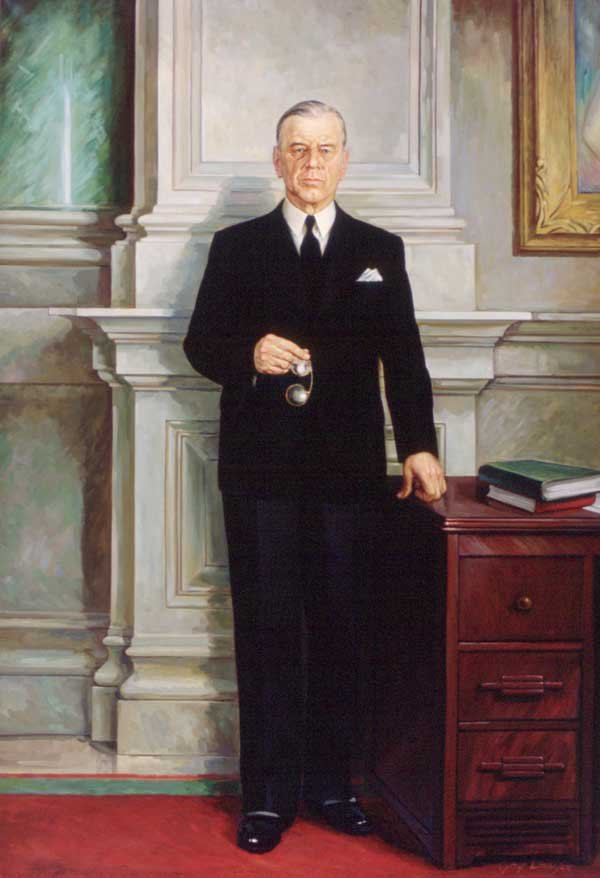
Gordon Daniel Conant, 12e Premier ministre de l'Ontario

- Premier ministre : Mitchell Hepburn puis Gordon Daniel Conant (Parti libéral)
- Chef de l'Opposition: George Drew (Parti conservateur puis Parti progressiste-conservateur)
- Lieutenant-gouverneur: Albert Edward Matthews (en)
- Législature: 20e (en)

## Événements
- Les Maple Leafs de Toronto remportent la Coupe Stanley contre les Red Wings de Détroit.

### Octobre
- 21 octobre : Gordon Daniel Conant devient premier ministre de l'Ontario par intérim.

## Naissances
- 12 janvier : Hilary Weston, 26e lieutenant-gouverneur de l'Ontario.
- 19 janvier : John Reynolds (en), chef de l'Alliance canadienne par intérim.
- 5 février : Tim Sale (en), député provincial de Crescentwood (en) (1995-1999) et Fort Rouge (1999-2007) au Manitoba.
- 19 février : Norm Sterling (en), député provincial de Carleton-Grenville (1977-1987), Carleton (1987-1999), Lanark—Carleton (en) (1999-2007) et Carleton—Mississippi Mills (2007-2011).
- 20 février : Phil Esposito, joueur de hockey sur glace.
- 3 mai : Earl McRae (en), journaliste († 15 octobre 2011).
- 9 juin : John Gerretsen, député provincial de Kingston et les Îles (1995-2014).
- 11 juin : Jeannette Corbiere Lavell (en), défenseur des droits autochtones.
- 11 juillet : Terry Carisse (en), chanteur, guitariste et auteur-compositeur-interprète († 22 mai 2005).
- 10 août : Bob Runciman, chef du Parti progressiste-conservateur de l'Ontario par intérim.
- 18 août : Jim Abbott, député fédéral de Kootenay-Est (1993-1997) et Kootenay—Columbia (1997-2011).
- 30 août : Rick Salutin (en), journaliste et romancier.
- 13 septembre : Michael Breaugh, député provincial d'Oshawa (1975-1990) et député fédéral d'Oshawa (1990-1993).
- 20 novembre : Ray Bonin, député fédéral de Nickel Belt (1993-2008).
- 19 décembre : John Godfrey, député fédéral de Don Valley-Ouest (1993-2008).
- 30 décembre : Matt Cohen (en), écrivain († 2 décembre 1999).

## Décès
- 15 mars : Edgar Nelson Rhodes, premier ministre de la Nouvelle-Écosse (° 5 janvier 1877).
- 21 mars : J. S. Woodsworth, 1er chef du Parti social démocratique du Canada (° 29 juillet 1874).
- 24 avril : Lucy Maud Montgomery, romancière (° 30 novembre 1874).
- 21 septembre : Bert Corbeau, joueur de hockey sur glace (° 9 février 1893).
- 6 octobre : Ella Cora Hind (en), journaliste (° 18 septembre 1861).